# 1992
Il 1992 (MCMXCII in numeri romani) è un anno bisestile del XX secolo.

## Eventi

### Gennaio
- 1º gennaio – Russia: ufficializzata l'indipendenza dall'Unione Sovietica, dichiarata sciolta sei giorni prima dal suo parlamento.
- 6 gennaio – La Repubblica del Nagorno-Karabakh è proclamata nazione indipendente dagli armeni del Nagorno-Karabakh.
- 7 gennaio – Eccidio di Podrute: un elicottero dell'ONU viene abbattuto dall'armata federale serba in Croazia: muoiono 4 soldati italiani ed un ufficiale francese.
- 9 gennaio – i serbi Bosniaci dichiarano indipendente la propria repubblica all'interno della Bosnia-Erzegovina, per protestare contro la decisione dei Bosgnacchi e croati bosniaci di abbandonare la federazione Jugoslava.
- 10 gennaio – Friendly Floatees: il naufragio della Ever Laurel riversa in mare 28.000 floatees (giocattoli di gomma per la vasca). Grazie a due oceanografi che seguono il loro percorso si giungono a tracciare le correnti oceaniche.
- 13 gennaio - il Giappone si scusa per aver costretto le donne coreane alla schiavitù sessuale durante la seconda guerra mondiale.
- 15 gennaio –  inizia la dissoluzione della Repubblica socialista federativa di Jugoslavia. Slovenia e Croazia ottengono l'indipendenza e il riconoscimento internazionale da alcuni paesi occidentali.
- 16 gennaio – El Salvador: i funzionari ed i capi dei ribelli firmano gli accordi di pace di Chapultepec a Città del Messico.
- 18 gennaio: Nairobi, Kenya: più di 100.000 persone chiedono la fine del partito unico da parte del Kenya African National Union.
- 19 gennaio
  - Bulgaria: nelle elezioni presidenziali Zhelyu Zhelev, leader dell'Unione delle Forze Democratiche, ottiene la vittoria.
  - il leader politico della Cina Deng Xiaoping parla a Shenzhen durante il suo tour del sud, dichiarando che presto la Cina approderà verso l'economia di libero mercato.
- 22 gennaio
  - Kinshasa: Le forze ribelli occupano la radio nazionale dello Zaire trasmettendo una richiesta di dimissioni del governo.
  - STS-42: Roberta Lynn Bondar diventa la prima donna canadese nello spazio, a bordo dello Space Shuttle Discovery.
- 26 gennaio
  - Boris El'cin annuncia che la Russia smetterà di puntare le città degli Stati Uniti e dei suoi alleati con armi nucleari. In cambio George H. W. Bush annuncia che gli Stati Uniti e i suoi alleati smetteranno di mirare la Russia e gli Stati comunisti con le armi nucleari.
  - Mauritania: le forze di sicurezza sparano contro gli oppositori del Presidenti della Mauritania Maaouya Ould Sid'Ahmed Taya, uccidendo almeno 5 persone.
- 27 gennaio – Prima guerra del Nagorno Karabakh: nel territorio conteso del Nagorno-Karabakh, i combattimenti tra armeni e azeri lascia almeno 60 morti.
- 30 gennaio – La Corea del Nord firma un accordo con l'Agenzia internazionale per l'energia atomica che consente ispezioni internazionali delle centrali nucleari della Corea del Nord.
- 31 gennaio –  i capi di Stato dei 5 membri permanenti del Consiglio di sicurezza delle Nazioni Unite, e della maggior parte dei membri temporanei, si incontrano a New York per discutere il nuovo ordine mondiale nel mondo post-guerra fredda.

### Febbraio

Olimpiadi invernali del 1992

- 1º febbraio – la Guardia Costiera degli Stati Uniti comincia a deportare la prima parte dei circa 14.000 rifugiati da Haiti.
- 4 febbraio – Venezuela: Hugo Chávez conduce un tentativo fallito di colpo di Stato contro il presidente Carlos Andrés Pérez
- 6 febbraio – Madrid: un'autobomba dell'ETA causa la morte di 4 poliziotti e di un civile.
- 7 febbraio – Maastricht: i 12 stati della CEE firmano il Trattato sull'Unione Europea, meglio noto come Trattato di Maastricht.
- 8 febbraio – Francia: ad Albertville si svolge la cerimonia di apertura per le Olimpiadi Invernali del 1992.
- 9 febbraio – Guerra Civile in Algeria: Il governo dell'Algeria dichiara lo stato di emergenza e arresta numerosi esponenti del Fronte Islamico di Salvezza.
- 11 febbraio – USA: la giuria popolare di Indianapolis giudica colpevole di stupro il pugile Mike Tyson.
- 13 febbraio – Cade il comunismo in Mongolia e viene ufficialmente sciolta la Repubblica popolare mongola.
- 14 febbraio:
  - Francia: alle Olimpiadi di Albertville il sedicenne Toni Nieminen vince l'oro nel salto con gli sci e diventa il più giovane campione olimpico in campo maschile nella storia dei Giochi olimpici invernali.
  - Ucraina e 4 altre nazioni della Comunità degli Stati indipendenti respingono la proposta della Russia di mantenere forze armate unificate. Ucraina, Moldavia e Azerbaigian annunciano che andranno avanti con i piani per creare le proprie forze armate.
- 16 febbraio – Libano: elicotteri da combattimento israeliani uccidono Abbas al-Musawi, il leader di Hezbollah e suo figlio, come rappresaglia per una incursione del 14 febbraio dove furono uccisi 3 soldati israeliani.
- 17 febbraio
  - Milano: il socialista Mario Chiesa, direttore del Pio Albergo Trivulzio, viene arrestato dopo aver ricevuto una tangente di 7 milioni di lire. È il primo atto dell'inchiesta Mani pulite che segna l'inizio di Tangentopoli.
  - Wisconsin: Il tribunale di Milwaukee, emette la sentenza nei confronti del serial killer Jeffrey Dahmer condannandolo alla pena dell'ergastolo per poi essere ucciso, due anni dopo, da Christopher Scarver, un detenuto sofferente di schizofrenia.
- 21 febbraio – il Consiglio di sicurezza delle Nazioni Unite approva la risoluzione 743 per inviare una forza di pace UNPROFOR nella Jugoslavia.
- 23 febbraio – Cerimonia di chiusura dei Giochi Olimpici Invernali del 1992 ad Albertville.
- 25 febbraio e 26 febbraio: 613 civili azeri sono uccisi a Xocalı.
- 27 febbraio – Miami: viene arrestato l'ex scrittore e serial killer Jack Unterweger; ricercato già in Austria per 15 omicidi, si suiciderà due anni dopo il giorno stesso della sentenza, all'interno della sua cella.

### Marzo
- 1º marzo – a Sarajevo Ramiz Delalić, membro delle forze speciali, spara su un corteo nuziale serbo a Baščaršija uccidendo il padre dello sposo e dando così inizio alla guerra in Bosnia ed Erzegovina.
- 2 marzo:
  - Microsoft rilascia Windows 3.1 nei negozi di tutto il mondo.
  - San Marino entra nelle Nazioni Unite.
- 4 marzo – la Corte Suprema dell'Algeria vieta al Fronte Islamico di Salvezza di partecipare alle elezioni ballottaggio per il Parlamento dell'Algeria.
- 9 marzo – la Repubblica Popolare Cinese ratifica il trattato di non proliferazione nucleare.
- 10 marzo – nel Super Tuesday, Bill Clinton viene dichiarato il probabile vincitore delle primarie presidenziali del Partito Democratico.
- 11 marzo – Manuel de Dios Unanue, ex direttore di El Diario La Prensa, viene ucciso in un ristorante nel Queens, New York, dopo aver ricevuto minacce di morte dai cartelli della droga colombiani.
- 12 marzo
  - Palermo: viene ucciso da Cosa Nostra Salvo Lima, deputato della Democrazia Cristiana al Parlamento europeo, ex sindaco di Palermo e capo della locale corrente andreottiana.
  - Mauritius diventa una repubblica, pur rimanendo un membro del Commonwealth delle Nazioni.
- 13 marzo – un terremoto di magnitudo momento 6,7  e un'intensità massima di Mercalli VIII (grave) colpisce la Turchia orientale, nei pressi di Erzincan, uccidendo 498-652 persone e causando il ferimento di circa 2.000.
- 14 marzo – Russia: chiude il quotidiano Pravda.
- 16 marzo – il presidente Boris El'cin annuncia la creazione di un esercito russo, portando a domande circa la fattibilità della Comunità degli Stati Indipendenti.
- 18 marzo – i sudafricani bianchi votano a favore di riforme politiche, che concluderà il regime dell'apartheid e la creazione di un governo multirazziale condivisione del potere.
- 19 marzo – Paul Tsongas ritira la propria candidatura dalle primarie presidenziali del Partito Democratico, praticamente assicurando una vittoria per Bill Clinton.
- 22 marzo – nelle elezioni regionali francesi, il Raggruppamento conservatore e l'Unione per la Democrazia Francese vincono le elezioni in 20 su 22 presidenze delle regioni metropolitane.
- 25 marzo
  - Stazione Spaziale Mir: il cosmonauta russo Sergej Konstantinovič Krikalëv torna sulla Terra dopo più di 311 giorni, 20 ore ed 1 minuto in orbita, mentre sulla Terra l'Unione Sovietica collassava.
  - L'Agenzia internazionale per l'energia atomica ordina all'Iraq di distruggere il complesso industriale di Al Atheer che veniva utilizzato per la fabbricazione di armi nucleari e chimiche.
  - Melbourne: il Pakistan battendo l'Inghilterra vince il mondiale di cricket per la prima volta.
- 29 marzo – in Francia, la polizia arresta tre uomini sospettati di star pianificando un attacco terroristico separatista basco alle Olimpiadi estive del 1992 di Barcellona.
- 30 marzo – Los Angeles: alla Notte degli Oscar trionfa il thriller Il silenzio degli innocenti diretto da Jonathan Demme e interpretato da Jodie Foster ed Anthony Hopkins, vincitore di 5 statuette, mentre Mediterraneo di Gabriele Salvatores vince l'Oscar come miglior film straniero.
- 31 marzo
  - Spagna: Re Juan Carlos nella sinagoga di Madrid abroga solennemente il decreto reale che 500 anni prima aveva condannato all'esilio gli ebrei spagnoli.
  - Singapore: entra in vigore la legge sul mantenimento dell'armonia religiosa.

### Aprile
- 5 aprile
  - Italia: elezioni politiche: il Quadripartito ottiene la maggioranza assoluta con il 48,55% dei voti.
  - Bosnia-Erzegovina: l'Assemblea legislativa della Bosnia-Erzegovina (senza la presenza di rappresentanti politici serbi) proclama la propria indipendenza dalla Repubblica socialista federativa di Jugoslavia.
  - Guerra in Bosnia: le truppe serbe, a seguito di una ribellione di massa dei serbi della Bosnia-Erzegovina contro la dichiarazione bosniaca di indipendenza dalla Jugoslavia, assediano la città di Sarajevo.
- 6 aprile – Guerra in Bosnia: le forze armate serbo-bosniache iniziano l'assedio della città di Sarajevo.
- 7 aprile – Guerra in Bosnia: gli Stati Uniti riconoscono l'indipendenza della Croazia, Bosnia-Erzegovina e Slovenia. La Comunità europea riconosce l'indipendenza della Bosnia-Erzegovina.
- 9 aprile – Regno Unito: Nelle elezioni generali vengono vinte dal Partito Conservatore di John Major, che è stato confermato Primo Ministro.
- 10 aprile – i militanti del Provisional Irish Republican Army fanno esplodere una bomba nella Baltic Exchange della City di Londra; 3 sono uccisi, 91 feriti.
- 12 aprile
  - Francia: cessa le sue trasmissioni TV (dopo il fallimento) La Cinq
  - Francia: apre i battenti Eurodisney vicino a Parigi.
- 15 aprile – l'Assemblea nazionale del Vietnam adotta la Costituzione della Repubblica socialista del Vietnam.
- 16 aprile – il presidente afghano Mohammad Najibullah è spodestato e detenuto dai ribelli islamici in movimento verso Kabul, ponendo le basi per la guerra civile in Afghanistan (1992-96).
- 19 aprile – Pasqua cattolica
- 20 aprile
  - Siviglia: Esposizione Universale Siviglia Expo '92.
  - Londra: il Freddie Mercury Tribute Concert, tenutosi allo stadio di Wembley, è trasmesso in diretta a oltre 1 miliardo di persone e genera milioni di dollari per la ricerca contro l'AIDS.
- 25 aprile
  - Serbia e Montenegro proclamano la nascita della Repubblica Federale di Jugoslavia.
  - Il presidente della Repubblica Italiana Francesco Cossiga formalizza le proprie dimissioni.
- 29 aprile
  - Los Angeles: la diffusione di un video che ritrae alcuni poliziotti del Dipartimento di polizia di Los Angeles picchiare duramente l'automobilista di colore Rodney King dà vita ad una serie di sommosse popolari che causano la morte di circa 60 persone.
- Sierra Leone: a seguito di un colpo di Stato militare, inizia una guerra civile molto cruenta tra i ribelli del Fronte Unito Rivoluzionario e le forze governative comandate da Joseph Saidu Momoh.

### Maggio
- 9 maggio
  - Svezia: l'Irlanda vince l'Eurovision Song Contest, ospitato a Malmö.
  - ONU: la Convenzione quadro delle Nazioni Unite sui cambiamenti climatici è stata adottata a New York.
- 10 maggio – Cecoslovacchia : La Svezia vince i campionati del mondo di hockey su ghiaccio sconfiggendo la Finlandia, 5-2, nella finale di Praga.
- 12 maggio – Guerra in Bosnia: Gli Stati Uniti richiamano l'ambasciatore degli Stati Uniti in Jugoslavia Warren Zimmermann, per protestare contro l'aggressione militare alla Bosnia-Erzegovina.
- 13 maggio – il Falun Gong è introdotto in Cina da Li Hongzhi.
- 15 maggio
  - Comunità degli Stati Indipendenti: il Collective Security Treaty (CST) è firmato (in vigore dal 20 aprile 1994).
  - Italia: si apre a Genova l'Esposizione universale Expo 1992.
- 16 maggio
  - Stati Uniti d'America: la barca a vela America³ sconfigge nella finale di America's Cup la barca italiana Il Moro di Venezia del miliardario Raul Gardini nella baia di San Diego.
  - STS-49: Space Shuttle Endeavour atterra in sicurezza dopo un viaggio inaugurale di successo.
- 16-17 maggio – Guerra in Bosnia: U.N. peacekeeper si ritirano da Sarajevo.
- 17 maggio – Thailandia: a Bangkok iniziano le proteste contro il governo del generale Suchinda Kraprayoon, scatenando una sanguinosa repressione.
- 23 maggio – Strage di Capaci: alle ore 17:58, sull'autostrada Palermo – Punta Raisi esplode una carica di tritolo che uccide il giudice Giovanni Falcone, sua moglie Francesca Morvillo e i tre agenti della scorta Antonio Montinaro, Rocco Dicillo e Vito Schifani.
- 25 maggio – Italia: Il democristiano Oscar Luigi Scalfaro viene eletto presidente della Repubblica Italiana al XVI scrutinio.
- 26 maggio – Charles Geschke, presidente di Adobe, viene rapito dal parcheggio dell'azienda. I rapitori chiedono un riscatto 650000 $.
- 30 maggio – Guerra in Bosnia: la risoluzione 757 del Consiglio di Sicurezza delle Nazioni Unite impone sanzioni economiche contro la Jugoslavia, nel tentativo di porre fine ai suoi attacchi contro la Bosnia ed Erzegovina.

### Giugno
- 2 giugno – in un referendum nazionale la Danimarca respinge il trattato di Maastricht con un'esigua maggioranza (lo 0,7% in più).
- 8 giugno – Brasile: il primo World Ocean Day si celebra, in coincidenza con il Summit della Terra tenutosi a Rio de Janeiro.
- 16 giugno
  - Un accordo "intesa comune" sulla riduzione delle armi è firmato da presidente degli Stati Uniti George H. W. Bush e il presidente russo Boris El'cin (questo è poi codificata in START II).
  - Il grand jury incrimina Caspar Weinberger per il suo ruolo nel coprire l'affare Iran-Contra.
- 17 giugno – due operatori umanitari tedeschi detenuti dal 1989, Thomas e Heinrich Kemptner Struebig, vengono rilasciati (sono gli ultimi ostaggi occidentali in Libano).
- 19 giugno – Paradise, Nevada: Evander Holyfield difende il titolo di campione dei pesi massimi contro Larry Holmes.
- 20 giugno – l'Estonia adotta la corona e diventa la prima ex Repubblica Sovietica a sostituire il rublo sovietico.
- 21 giugno – Nelson Mandela annuncia che l'African National Congress conclude le trattative con il governo del Sudafrica a seguito del massacro di Boipatong del 17 giugno.
- 22 giugno – due scheletri ritrovati a Ekaterinburg sono identificati come zar Nicola II di Russia e Zarina Alexandra.
- 23 giugno – Israele: le elezioni legislative israeliane sono vinte dal partito laburista israeliano sotto la guida di Yitzhak Rabin, spodestando un governo Likud.
- 26 giugno
  - Svezia: la Danimarca batte la Germania 2-0 e vince il campionato Europeo di calcio 1992 allo stadio Ullevi di Göteborg.
  - L'United States Secretary of the Navy Henry L. Garrett III si dimette sulla scia dello scandalo Tailhook.
- 28 giugno – L'Estonia tiene un referendum sulla sua costituzione, che entrerà in vigore il 3 luglio.
- 29 giugno
  - Una guardia del corpo uccide il presidente dell'Algeria Mohamed Boudiaf.
  - La Corte Suprema degli Stati Uniti conferma la decisione del 1973 di Roe v. Wade in Planned Parenthood v. Casey, una decisione 5-4.
- 30 giugno
  - L'ex Primo ministro del Regno Unito Margaret Thatcher diviene membro della Camera dei Lord col titolo di Baronessa di Kesteven.
  - Diciassettesima applicazione del minuto di 61 secondi

### Luglio

Olimpiadi di Barcellona 1992

- 4 luglio – Steffi Graf vince il Torneo femminile di Wimbledon del 1992. Il 5 luglio, Andre Agassi vince il Torneo maschile di Wimbledon del 1992.
- 6-8 luglio – il G7 si svolge a Monaco di Baviera.
- 8 luglio – Amoco e Unocal Corporation annunciano piani di ristrutturazione che eliminerà 10.000 posti di lavoro nel 1992 e 1993.
- 9 luglio – Bill Clinton annuncia la scelta di Al Gore quale candidato vicepresidente in corsa alle elezioni presidenziali del 1992 negli Stati Uniti.
- 10 luglio – la sonda Giotto vola vicino alla cometa 26P / Grigg-Skjellerup, raccogliendo le misurazioni circa la cometa.
- 13 luglio – Yitzhak Rabin diventa Primo Ministro di Israele.
- 17 luglio – il Consiglio nazionale slovacco dichiara la Slovacchia un paese indipendente, segnalando la dissoluzione della Cecoslovacchia.
- 19 luglio – Palermo: alle ore 16:59, il giudice Paolo Borsellino e i cinque agenti della scorta Emanuela Loi, Walter Eddie Cosina, Claudio Traina, Agostino Catalano e Vincenzo Li Muli, rimangono uccisi dall'esplosione di un'autobomba in Via D'Amelio.
- 20 luglio
  - Cecoslovacchia: Václav Havel si dimette da presidente della Cecoslovacchia.
  - Un Bell Boeing V-22 Osprey precipita nel fiume Potomac vicino al Marine Corps Base Quantico, uccidendo tutte le 7 persone a bordo.
- 21 luglio – Transnistria: la guerra si conclude con un cessate il fuoco, con la Vittoria degli indipendentisti della Transnitria.
- 22 luglio – Colombia: Vicino a Medellín, il signore della droga Pablo Escobar fugge dalla sua prigione di lusso, temendo l'estradizione verso gli Stati Uniti.
- 23 luglio – Abkhazia dichiara l'indipendenza dalla Georgia.
- 25 luglio – Barcellona: iniziano i Giochi della XXV Olimpiade.
- 31 luglio
  - La Repubblica ex sovietica della Georgia diventa la 179ª nazione delle Nazioni Unite.
  - Nepal: Il volo 311 della Thai Airways International, un Airbus A310-300, si schianta contro una montagna a nord di Kathmandu, uccidendo tutte le 113 persone a bordo.
  - Cina: Il volo 7552 della China General Aviation diretto a Xiamen si blocca in volo subito dopo il decollo dal Nanjing Dajiaochang Airport, uccidendo 108 del 116 persone a bordo.

### Agosto
- 3-4 agosto – Sudafrica: Milioni di sudafricani neri partecipano a uno sciopero generale indetto dal National Congress per protestare contro la mancanza di progressi nei negoziati con il governo del presidente del Sudafrica Frederik de Klerk.
- 9 agosto – Si chiudono a Barcellona i Giochi della XXV Olimpiade
- 12 agosto – Canada, Messico e Stati Uniti annunciano un accordo per costituire la NAFTA; l'accordo sarà firmato ufficialmente il 17 dicembre 1992.
- 18 agosto – il primo ministro del Regno Unito John Major annuncia la creazione delle no-fly zone irachene.
- 20 agosto – Norvegia: Inaugurato il collegamento di Kristiansund alla terra principale della Norvegia.
- 24 agosto
  - Brasile: una commissione speciale giunge alla conclusione che non vi sono prove sufficienti per iniziare un procedimento di impeachment contro il Presidente del Brasile Fernando Collor de Mello, accusato di aver accettato milioni di dollari di pagamenti illegali da interessi commerciali.
  - Cina e Corea del Sud stabiliscono relazioni diplomatiche.
- 24-28 agosto – l'uragano Andrew colpisce il sud della Florida e sopra la valle del Tennessee; 23 vengono uccisi.

### Settembre
- 1º settembre – a Pechino, la polizia arresta Shen Tong per il suo ruolo nell'organizzazione delle proteste di piazza Tiananmen del 1989.
- 3 settembre - Bosnia: Viene abbattuto un G222, vittime 4 italiani in missione ONU.
- 2-20 settembre – la Lira italiana e la Sterlina inglese sono colpite da una tempesta valutaria che ne causa la grave svalutazione e l'uscita dal Sistema Monetario Europeo.
- 7 settembre
  - Ciskei: i membri del Ciskei Defence Force fedeli al dittatore, Papa Gqoza, aprono il fuoco su una folla di manifestanti anti-Gqozo organizzata dal Congresso nazionale africano, uccidendo almeno 28 persone e ferendone quasi 200.
  - Tajikistan: il Presidente del Tagikistan Rahmon Nabiyev è costretto a dimettersi seguenti settimane di clan e guerre di religione che ha lasciato quasi 2.000 morti.
- 9 settembre – presunta apparizione del Volo Pan Am 914 a Caracas 37 anni dopo la presunta sparizione.
- 11 settembre – Inaugurazione del Museo Nacional Centro de Arte Reina Sofía di Madrid.
- 12 settembre
  - STS-47: Mae Carol Jemison diventa la prima donna afro-americana a viaggiare nello spazio, a bordo dello Space Shuttle Endeavour.
  - Perù: la polizia arresta Abimael Guzmán, il leader del movimento guerrigliero Sendero Luminoso, che aveva eluso la cattura per 12 anni.
- 16 settembre – Mercoledì nero: la sterlina inglese e la lira italiana escono dal meccanismo di cambio europeo.
- 17 settembre – due leader dell'opposizione curda sono assassinati dall'iraniano Kazem Darabi e dal libanese Abbas Rhayel.
- 20 settembre – Francia : Gli elettori francesi approvano, con il 51% di voti favorevoli, il Trattato di Maastricht nel referendum francese sul Trattato di Maastricht.
- 21 settembre – Messico stabilisce relazioni diplomatiche con la del Città del Vaticano, che termina una pausa che è durata più di 130 anni.
- 23 settembre
  - I militanti del Provisional Irish Republican Army fanno esplodere una bomba, che distrugge i laboratori di medicina legale a Belfast.
  - Operation Julin, è l'ultimo test nucleare condotto dagli Stati Uniti nel Nevada Test Site.
- 28 settembre – le forze dell'ordine negli Stati Uniti, Colombia e Italia annunciano di aver arrestato più di 165 persone con l'accusa di riciclaggio di denaro legati al traffico di cocaina.
- 29 settembre – la Camera dei Deputati del Brasile vota per mettere sotto accusa il Presidente del Brasile Fernando Collor de Mello, primo leader democraticamente eletto del Paese in 29 anni. Vice presidente Itamar Franco diventa presidente ad interim.

### Ottobre
- 1º ottobre – Ross Perot presenta la candidatura alle elezioni presidenziali degli Stati Uniti.
- 2 ottobre – Brasile: il massacro di Carandiru è una strage avvenuta nel carcere di Carandiru, a San Paolo del Brasile.
- 4 ottobre
  - Il volo El Al 1862 precipita su un caseggiato del quartiere di Bijlmer, nei pressi di Bijlmermeer ad Amsterdam, uccidendo le 4 persone a bordo e 39 persone a terra.
  - Il governo del Mozambico firma una tregua con i leader di RENAMO, chiudendo il 16 anni guerra civile in Mozambico.
- 6 ottobre – Lennart Meri diventa il primo Presidente dell'Estonia dopo aver recuperato l'indipendenza. Il governo estone in esilio si dimette il giorno successivo.
- 7 ottobre – in Perù, Abimael Guzmán, leader del Shining Path, è accusato di tradimento e condannato al carcere a vita.
- 11 ottobre – Giovanni Paolo II promulga il nuovo Catechismo della Chiesa Cattolica con la suacostituzione apostolica Fidei Depositum.
- 12 ottobre – Italia: celebrazioni Colombiane a Genova per il cinquecentenario della scoperta dell'America.
- 19 ottobre – il Partito Comunista Cinese propone al Comitato permanente del Politburo diverse riforme orientate al mercato, segnalando una sconfitta per gli ideologi della linea dura.
- 31 ottobre – la Chiesa cattolica riabilita lo scienziato italiano Galileo Galilei, condannato nel 1633.

### Novembre
- 3 novembre – Elezioni presidenziali negli Stati Uniti 1992: Bill Clinton è eletto presidente degli Stati Uniti con il 43% dei voti espressi (George H. W. Bush 38%, Ross Perot 19%). Alla Camera dei Rappresentanti i democratici hanno 259 seggi contro 175 dei repubblicani; al Senato ottengono 57 seggi contro 43.
- 6 novembre – Madrid: la Grecia firma gli Accordi di Schengen.
- 11 novembre – la Chiesa d'Inghilterra vota per permettere alle donne di diventare sacerdoti.
- 13 novembre – Las Vegas: Evander Holyfield perde il titolo di campione dei pesi massimi contro Riddick Bowe.
- 16 novembre – scoperta del tesoro di Hoxne
- 20 novembre – incendio del castello di Windsor (il 24 novembre la regina Elisabetta parlerà in un discorso apertamente del 1992 come di un "annus horribilis")

### Dicembre
- 4 dicembre – Somalia: le forze armate statunitensi entrano in "operazione Restore Hope".
- 9 dicembre – Inghilterra - Londra: il Primo ministro britannico John Major annuncia alla Camera dei comuni la separazione tra Carlo, principe del Galles e Diana Spencer, principessa del Galles
- 10 dicembre- Canberra: il primo ministro Paul Keating ammette i crimini commessi contro gli aborigeni australiani con l'insediamento europeo in Australia e chiede la riconciliazione.
- 11 dicembre – Sarajevo: una carovana di pacifisti, in prevalenza italiani, entra a Sarajevo interrompendone l'assedio.
- 27 dicembre – San Marino: iniziano le trasmissioni sperimentali radiofoniche dell'ente radiotelevisivo di San Marino.
- 29 dicembre – Fernando Collor de Mello, presidente del Brasile, si dimette in seguito alle accuse di corruzione.

## Nati
Ci sono circa 6 030 voci su persone nate nel 1992; vedi la pagina Nati nel 1992 per un elenco descrittivo o la categoria Nati nel 1992 per un indice alfabetico.

## Morti
Ci sono circa 1 450 voci su persone morte nel 1992; vedi la pagina Morti nel 1992 per un elenco descrittivo o la categoria Morti nel 1992 per un indice alfabetico.

## Calendario
| Calendario 1992 | Calendario 1992 | Calendario 1992 | Calendario 1992 | Calendario 1992 | Calendario 1992 | Calendario 1992 | Calendario 1992 | Calendario 1992 | Calendario 1992 | Calendario 1992 | Calendario 1992 | Calendario 1992 | Calendario 1992 | Calendario 1992 | Calendario 1992 | Calendario 1992 | Calendario 1992 | Calendario 1992 | Calendario 1992 | Calendario 1992 | Calendario 1992 | Calendario 1992 | Calendario 1992 | Calendario 1992 | Calendario 1992 | Calendario 1992 | Calendario 1992 | Calendario 1992 | Calendario 1992 | Calendario 1992 | Calendario 1992 | Calendario 1992 |
| --------------- | --------------- | --------------- | --------------- | --------------- | --------------- | --------------- | --------------- | --------------- | --------------- | --------------- | --------------- | --------------- | --------------- | --------------- | --------------- | --------------- | --------------- | --------------- | --------------- | --------------- | --------------- | --------------- | --------------- | --------------- | --------------- | --------------- | --------------- | --------------- | --------------- | --------------- | --------------- | --------------- |
|                 | 1               | 2               | 3               | 4               | 5               | 6               | 7               | 8               | 9               | 10              | 11              | 12              | 13              | 14              | 15              | 16              | 17              | 18              | 19              | 20              | 21              | 22              | 23              | 24              | 25              | 26              | 27              | 28              | 29              | 30              | 31              |                 |
| Gennaio         | Me              | Gi              | Ve              | Sa              | Do              | Lu              | Ma              | Me              | Gi              | Ve              | Sa              | Do              | Lu              | Ma              | Me              | Gi              | Ve              | Sa              | Do              | Lu              | Ma              | Me              | Gi              | Ve              | Sa              | Do              | Lu              | Ma              | Me              | Gi              | Ve              |                 |
| Febbraio        | Sa              | Do              | Lu              | Ma              | Me              | Gi              | Ve              | Sa              | Do              | Lu              | Ma              | Me              | Gi              | Ve              | Sa              | Do              | Lu              | Ma              | Me              | Gi              | Ve              | Sa              | Do              | Lu              | Ma              | Me              | Gi              | Ve              | Sa              |                 |                 |                 |
| Marzo           | Do              | Lu              | Ma              | Me              | Gi              | Ve              | Sa              | Do              | Lu              | Ma              | Me              | Gi              | Ve              | Sa              | Do              | Lu              | Ma              | Me              | Gi              | Ve              | Sa              | Do              | Lu              | Ma              | Me              | Gi              | Ve              | Sa              | Do              | Lu              | Ma              |                 |
| Aprile          | Me              | Gi              | Ve              | Sa              | Do              | Lu              | Ma              | Me              | Gi              | Ve              | Sa              | Do              | Lu              | Ma              | Me              | Gi              | Ve              | Sa              | Do              | Lu              | Ma              | Me              | Gi              | Ve              | Sa              | Do              | Lu              | Ma              | Me              | Gi              |                 |                 |
| Maggio          | Ve              | Sa              | Do              | Lu              | Ma              | Me              | Gi              | Ve              | Sa              | Do              | Lu              | Ma              | Me              | Gi              | Ve              | Sa              | Do              | Lu              | Ma              | Me              | Gi              | Ve              | Sa              | Do              | Lu              | Ma              | Me              | Gi              | Ve              | Sa              | Do              |                 |
| Giugno          | Lu              | Ma              | Me              | Gi              | Ve              | Sa              | Do              | Lu              | Ma              | Me              | Gi              | Ve              | Sa              | Do              | Lu              | Ma              | Me              | Gi              | Ve              | Sa              | Do              | Lu              | Ma              | Me              | Gi              | Ve              | Sa              | Do              | Lu              | Ma              |                 |                 |
| Luglio          | Me              | Gi              | Ve              | Sa              | Do              | Lu              | Ma              | Me              | Gi              | Ve              | Sa              | Do              | Lu              | Ma              | Me              | Gi              | Ve              | Sa              | Do              | Lu              | Ma              | Me              | Gi              | Ve              | Sa              | Do              | Lu              | Ma              | Me              | Gi              | Ve              |                 |
| Agosto          | Sa              | Do              | Lu              | Ma              | Me              | Gi              | Ve              | Sa              | Do              | Lu              | Ma              | Me              | Gi              | Ve              | Sa              | Do              | Lu              | Ma              | Me              | Gi              | Ve              | Sa              | Do              | Lu              | Ma              | Me              | Gi              | Ve              | Sa              | Do              | Lu              |                 |
| Settembre       | Ma              | Me              | Gi              | Ve              | Sa              | Do              | Lu              | Ma              | Me              | Gi              | Ve              | Sa              | Do              | Lu              | Ma              | Me              | Gi              | Ve              | Sa              | Do              | Lu              | Ma              | Me              | Gi              | Ve              | Sa              | Do              | Lu              | Ma              | Me              |                 |                 |
| Ottobre         | Gi              | Ve              | Sa              | Do              | Lu              | Ma              | Me              | Gi              | Ve              | Sa              | Do              | Lu              | Ma              | Me              | Gi              | Ve              | Sa              | Do              | Lu              | Ma              | Me              | Gi              | Ve              | Sa              | Do              | Lu              | Ma              | Me              | Gi              | Ve              | Sa              |                 |
| Novembre        | Do              | Lu              | Ma              | Me              | Gi              | Ve              | Sa              | Do              | Lu              | Ma              | Me              | Gi              | Ve              | Sa              | Do              | Lu              | Ma              | Me              | Gi              | Ve              | Sa              | Do              | Lu              | Ma              | Me              | Gi              | Ve              | Sa              | Do              | Lu              |                 |                 |
| Dicembre        | Ma              | Me              | Gi              | Ve              | Sa              | Do              | Lu              | Ma              | Me              | Gi              | Ve              | Sa              | Do              | Lu              | Ma              | Me              | Gi              | Ve              | Sa              | Do              | Lu              | Ma              | Me              | Gi              | Ve              | Sa              | Do              | Lu              | Ma              | Me              | Gi              |                 |

## Premi Nobel
In quest'anno sono stati conferiti i seguenti Premi Nobel:
- per la Pace: Rigoberta Menchú Tum
- per la Letteratura: Derek Walcott
- per la Medicina: Edmond H. Fischer, Edwin G. Krebs
- per la Fisica: Georges Charpak
- per la Chimica: Rudolph A. Marcus
- per l'Economia: Gary S. Becker